# Ceyssat
Ceyssat é uma comuna francesa na região administrativa de Auvérnia-Ródano-Alpes, no departamento Puy-de-Dôme. Estende-se por uma área de 30,29 km². Em 2010 a comuna tinha 706 habitantes (densidade: 23,3 hab./km²).